# Quand la ville dort (chanson)
Singles de Niagara
Je dois m'en aller
(1986)
Quand la ville dort est une chanson du groupe Niagara sortie en 1987.

## Historique
Paru en single en avril 1987, le titre est le quatrième et dernier extrait de l'album Encore un dernier baiser sorti le 22 novembre 1986 chez Polydor.
Il atteint la septième place du Top 50 en juillet 1987 et devient en France l'un des tubes de l'été et une chanson phare du groupe.